# Кинеска дијететска терапија
Кинеска дијететска терапија према схватањима традиционалне кинеске медицине, битан је чинилац здравља, јер је неправилна исхрана основни узрок настанка поремећаја метаболичких процеса, код којих, пре свега, страдају органи за варење.
Ова врста терапије разликује се од оне у класичној медицини по томе што може тачно да одреди коју храну и у којим количинама треба да узима пацијент. Овим се постиже лечење без нежељених ефеката, јер је терапија дијетом   индивидуална само њему потребна. Ова карактеристика чини традиционалну медицину сигурном и ефикасном. Због тога је кинеска дијететска терапија изврсна алтернатива или додатак западној медицини (која прописује исту дијету у истим количинама различитим пацијентима за исту болест, што често резултује нежељеним реакцијама организма),  и зато ниједан дијета или додатак исхрани не може да одговара  различитим људи, чак и ако болују од исте болести, став је традиционалне кинеске медицине.

## Предуслови
Кинеска традиционална медицина (КТМ) која има добру повезаност са кинеском културом и филозофијом, има дугу историју од преко 4000 година постојања и развоја.  Ову медицину карактеришу   јединствени теоријски систем, богато клиничко искуство и индивидуални и холистички приступ (пацијент се посматра као нераздвојива целина и лекару су подједнако важни сви аспекти живота пацијента - навике, врста исхране, емотивно стање). 

### Пробавни органи у ТКМ
Према кинеској медицинској теорији, главни пробавни органи су слезина и желудац - који су међусобно непрекидно у  унутрашњим и спољним односима. Према ТКМ они чине Јин-Јанг, односно делују у пару као муж и жена  у породици. Слезина је Јин, и налази се дубље у односу на  желудац док  желудац представља Јанг, и налази се више споља.
Према ТКМ,  након што храна и течност доспеју директно у  желудац (који Кинези сматрају котлом или посудом за ферментацију), постепено се разлажу на саставне делове,  у процесу који  се означава  као  „труљење и сазревање“. Из  желудац тако обрађена храна и течност долазе у слезину која дели чисти и мутни део сварене масе хране. Чисти део, који се иначе назива фина супстанца хране и течности, претвара се у Чи и крв и шаље према горе, ка срцу и плућима, а одатле се шири на друге органе тела. Да би се овај процес правилно одвијао недопходно је  да слезина (која има кључну улогу у производњи  Чи енергије и крви),  правилно функционише како би се очувало здравље и нормално функционисање осталих делова тела.
Када се човек роди, његова слезина и желудац су слаби и неразвијени. Треба им шест до седам година да слезина и желудац сазру, скупе снагу и почну ефикасно да функционишу. Према тексту „Унутрашња класика“, желудац, црева, па самим тим и слезина, почињу да слабе, и са око 35 година услед старења губе радну способност. То значи да се око 35 године, услед бројних болести, поремећаја и неправилне исхране, смањују функционалне способности слезине и желуца, због чега слезине губи способност да производи Чи енергију и крв у истом али смањеном обиму.
У кинеској медицини је уобичајено да се желудац и црева сматрају једним органом. Стога се функције црева често приписују функцијама желуца. Када слезина пошаље фину супстанцу или чисти део куване хране и претвори је у Чи и крв, желудац шаље замућене отпадне састојке према наниже. Овај процес у ТКМ се назива „подизање чистоће” и смањење замућења. У наставку тог процеса танко црево шаље течне компоненте отпада у бешику, одакле се оне излучују из тела у облику мокраће; а кроз дебело црево, конзистентнији отпад је у облику измета.
Иако се у традиционалној кинеској медицини јетра не сматра једним од органа за варење,  независно од тога, контрола и расподела Чи енергије  у организму зависи од јетре. Подизање чистоће и смањење замућености уз помоћ желуца (и црева, као продужетак желуца) је механизам Чи енергије, и тај механизам може радити непрекидно, само ако проток Чи енергије није ничим ограничен нарушеном функцијом јетре. Је у противном нарушена функција јетре ремати правилно рад  дигестивна функције слезине и желуца.
Главни узроци губитка контроле јетре над расподелом енергије Чи енергије су стрес, разочарање и емоционални пад, или у преводу са кинеског, све зајено оне се означавају као  „неостварене жеље“.

## Главни принципи терапије у ТКМ
Основу лечења у ТКМ чини:
- хербална медицина која користи биље које је сакупљено, обрађено и примењује у складу са теоријом КТМ.
- супстанце животињског и минералног порекла (више од 12.000 супстанци чије се формуле налазе у кинеској “Маtеria Medica“).
- акупунктура и моксибустија ( стимулација акупунктурних тачака се може вршити и повишеном температуром употребом тзв. моксе-лишћа црног пелена),
- туина (масажа),
- вежбе (ћи гонг, таи-чи-чуан)
- исхрана

## Дијетална терапија
Кинеска дијететска терапија се примењују онда, када се ради о болести која је већ присутна, и    заснива на три основна принципа: 
- разликама у клиничкој слици,
- заштити желудца и слезине,
- избегавању забрањених намирница.

### Разлике у клиничкој слици
У зависности од  болесника, зависи и избор дијете, зависи од типа болесника, јер према начелима ТКМ  лекар лечи болесника а не болест. Иако се болест обично одређује према мањем броју симптома,  иако симптоме болести могу да осећају разни људи свако од њих доживљава и описује болест на другачији начин, јер између болесника постоје:
- конституционалне разлике (дебели или мршави),
- полне разлике (мушкарци или жене),
- старосне разлике (стари или млади),
- читав низ других индивидуалних карактеристика.

Према ТКМ када је у питању дијагностика, слика болести представља читав низ симптома и знакова који карактеришу болеснике. Међутим како на болест утиче и индивидуална карактеристика сваког болесника, организма а не само тај део који се тиче болести и њеног дијагностиковања, кинески традиционалисти сматрају: 
„Једна болест – различити лекови; различите болести – један лек“.
 
Из оваквог размишљања и става кинеске медицине, она не лечи болест већ клиничку слику, јер посматра болест као дисбаланс у организму. 
 
Према томе кинеска дијететска терапија, сматра са све намирнице и исхрану у целини, треба бирати према томе како би оне обновити нормалан избалансиран рад организма болесника. Намирнице које помажу да се успостави баланс, биће преписане у дијети, док се намирнице које отежавају успостављању баланса избацују из дијете.

### Заштита желудца и слезине
Према ТКМ  неопходно је одржати и заштити функцију желудца и слезине, која се заснива на  „равноправном супротном“ стимуланс да би се функкције ових органа вратиле у стање равнотеже.  
Пошто је у организму све међусобно повезано: унутрашњи органи и жаришта, Чи и крв, крв и телесне течности, Јин и Јанг, а средње жариште – желудац и слезина – има кључну улогу у функционисању целог система међусобних веза, онда дијета која јача слезину користи целом организму.

### Избегавање забрањених намирница
У ТКМ наводе неке од намирнице које треба избегавати, а за неке постоји и строга забрањена употребе. Постоји читава група намирница које се на кинеском називају „фа у“. Слог „фа“ значи „излучивати, истеривати“, „у“ – „материја, супстанца, суштина“. Продукти „фа у” имају својство да избацују Јанг Чи. У већини случајева настанка црвеног осипа на кожи (који је знак „топле“ болести), Јанг Чи је неправилно распоређен са спољне стране тела човека. Ако човек буде користио „фа у”, то ће довести до још веће концентрације Јанг Чи на спољној страни тела или на његовој површини, па ће осип на кожи бити већи. Зато „фа у” не сме да користе људи који болују од црвеног кожног осипа (копривњача, екцеми, псоријаза и неуротички дерматитис).